# ケベック橋

巨大なトラス構造をしたケベック橋

ケベック橋（けべっくきょう、仏: Pont de Québec、英: Quebec Bridge）は、カナダのセントローレンス川に架かる橋梁。ケベック州ケベック・シティーおよびレヴィ (Lévis) を結ぶ。
全長が987m（3,239フィート）の鋼鉄製のトラス橋。支間長は549m（1,800フィート）で、1929年にアメリカ合衆国ミシガン州デトロイトとカナダオンタリオ州ウィンザーを結ぶアンバサダー橋が完成するまでは世界最長であった。
またこの橋には高速道路、鉄道、歩行者用の3つのレーンが通っている。

## 歴史

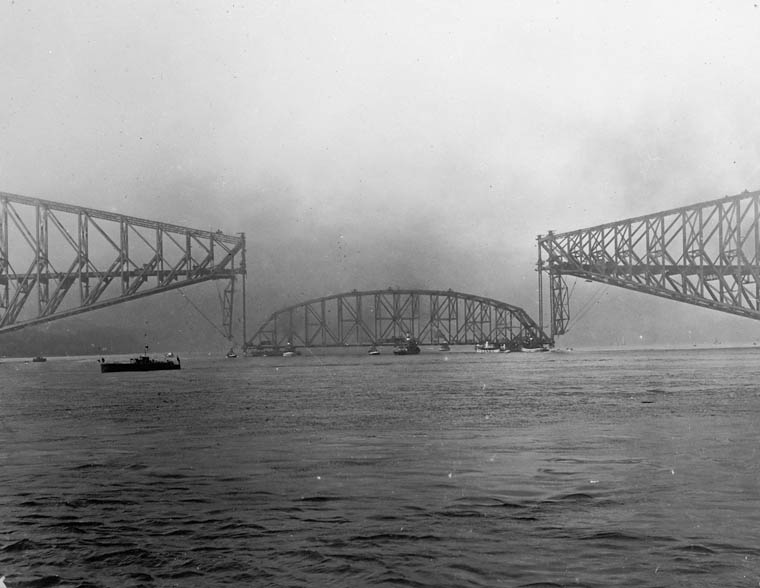
崩壊直前の作業風景（1916年9月11日）

ケベック橋が完成する以前は、セントローレンス川を横断する手段としてフェリーしか存在しなかったため、1890年代になって橋の必要性が出てきた。
最初に設計された橋は架橋中の1907年8月29日に崩壊した。当時86人の労働者が働いていたが、75人が犠牲になった。
その後計画が見直され、再び架けられることになったが、1916年9月11日に再び崩壊した。
結局完成したのは1919年12月3日のことであった。